# Ľubomír Galko
Ľubomír Galko (Kelestény, 1968. február 14. –) szlovák politikus, a Szabadság és Szolidaritás (SaS) egyik alelnöke.

## Élete
1986 és 1991 között a pozsonyi Comenius Egyetem Matematikai és Fizikai Karának hallgatója volt.
A 2010-ben megalakuló Radičová-kormány védelmi minisztere. A minisztérium éléről 2011 novemberében kénytelen volt távozni, miután Iveta Radičová kezdeményezte menesztését, mert minisztere belekeveredett a katonai elhárítás lehallgatási botrányába. Leváltása után parlamenti képviselő lett.